# Carlos Colón
Carlos Edwin Colón Gonzalez (Santa Isabel, 18 juli 1948), beter bekend als Carlos Colón en Carlitos Colón, is een Puerto Ricaans professioneel worstel-promotor en voormalig professioneel worstelaar. Hij is de mederoprichter van de grootse Puerto Ricaanse worstelorganisatie, de World Wrestling Council (WWC). Hij is 26-voudig WWC Universal Heavyweight Champion.
Hij is de patriarch van de worstelfamilie Colón, bestaande uit zijn zonen Carlos en Eddie, dochter Stacy en neef Orlando.
In 2014 werd hij opgenomen in de WWE Hall Of Fame en in 2015 in de Wrestling Observer Newsletter Hall Of Fame.

## In worstelen
- Afwerking bewegingen
  - Figure four leglock

- Kenmerkende bewegingen
  - Bridging belly to back suplex
  - Senton, sometimes from the second rope
  - Jumping headbutt
  - Running powerslam
  - One-armed atomic drop
  - Swinging neckbreaker
  - Multiple headbutts to a grounded opponent
  - Vertical suplex
  - Knee lift
  - Running punch to the opponent's forehead
  - Leapfrog evasion into a sunset flip
  - Sleeper hold
  - Side headlock with a low blow
  - Elbow drop to an opponent's leg
  - Biting the opponent
  - Cartwheel taunt

## Prestaties
- Funking Conservatory
  - FC Tag Team Championship (1 keer) – met Eddie Colón
- International World Class Championship Wrestling
  - IWCCW Heavyweight Championship (1 keer)
- Stampede Wrestling
  - NWA International Tag Team Championship (Calgary version) (1 keer ) – met Gino Caruso
- Pro Wrestling Illustrated
  - Gerangschikt op # 39 van de 500 beste worstelaars in de "PWI Years" in 2003.
- World Wrestling Council
  - WWC World/Universal Heavyweight Championship (26 keer)
  - NWA World Heavyweight Championship (1 keer)
  - WWC North American Heavyweight Championship (8 keer)
  - WWC Puerto Rico Championship (9 keer)
  - WWC North American Tag Team Championship (11 keer) – met Miguel Perez (2), Jose Rivera (2), Gino Caruso (1), Bob Ellis (1), Victor Jovica (1), Chief Thunder Cloud (1), Huracán Castillo (1), Eric Froelich (1) en Invader I (1)
  - WWC World Junior Heavyweight Championship (3 keer)
  - WWC World Tag Team Championship (3 keer) – met Jose Rivera (1), Pedro Morales (1) en Invader I (1)
  - WWC Television Championship (4 keer)
  - WWC Hardcore Championship (2 keer)
  - WWC Caribbean Heavyweight Championship (3 keer)
- Wrestling Observer Newsletter
  - Wrestling Observer Newsletter Hall of Fame (Class of 2015)
- WWE
  - WWE Hall of Fame (Class of 2014)